# Striglina navigatorum
Striglina navigatorum is een vlinder uit de familie van de venstervlekjes (Thyrididae). De wetenschappelijke naam van de soort werd voor het eerst geldig gepubliceerd in 1873 door Felder, Felder & Rogenhofer.